# Лютычина
Лютычина (укр. Лютичина, укр. Лютичана, укр. Лютичинка) — река в Дрогобычском районе Львовской области Украины. Правый приток реки Тысменица (бассейн Днестра).
Длина реки 23 км, площадь бассейна 56 км². Русло умеренно извилистое (в среднем течении более извилистое), в нижнем течении — выпрямленное и обвалованное. В верхнем и среднем течении протекает через лесные массивы.
Исток расположен севернее села Уличное. Течёт преимущественно на север. Впадает в Тысменицу восточнее села Городковка.